# Marie-Louise de Montmorency-Laval
Marie-Louise de Montmorency-Laval, duchesse de Roquelaure, även känd som Mademoiselle de Laval, född 1657, död 12 mars 1735, var en fransk hovfunktionär. 
Hon var mätress till kung Ludvig XIV av Frankrike under 1683 och fick ett barn med honom, varför han avslutade affären och gifte bort henne. 

## Biografi
Hon var dotter till Guy Urbain de Laval, marquis de Laval-Lezay (d. 1664) och Françoise de Sesmaisons (d. 1685). 
Hon utsågs 1683 till hovfröken hos Frankrikes kronprinsessa. Samma år blev hon dock gravid med Ludvig XIV. Kungen var inte intresserad av barnet och graviditeten resulterade i att han snabbt arrangerade ett äktenskap åt henne med Antoine Gaston, hertig av Roquelaure (1656-1738).
Paret fick två barn, av vilka det första troligen var kungens dotter: Françoise (1683-1740) och Élisabeth (1688-1752). Vid födelsen av hennes första dotter utbrast hertigen av Roquelaure: 
"Mademoiselle, välkommen. Jag väntade er inte så snart."
Hon levde i ett harmoniskt äktenskap med en make som accepterade att hon hade förhållanden vid sidan om. Efter att ha blivit Madame de Roquelaure hade Marie Louise de Laval ett förhållande med François de Neufville, marskalk av Villeroy, något som skildrades av samtida pamfletter. 